# Symmoca
Symmoca är ett släkte av fjärilar. Symmoca ingår i familjen Symmocidae.

## Bildgalleri

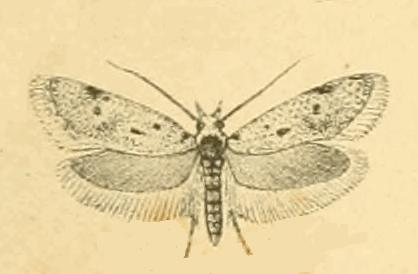
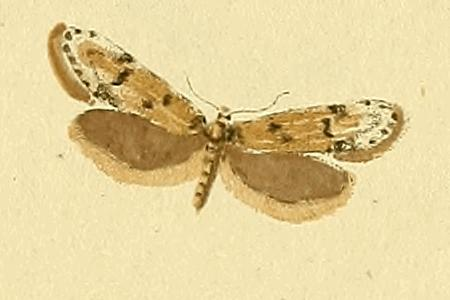

## Dottertaxa tillSymmoca, i alfabetisk ordning[1]
- Symmoca achrestella
- Symmoca achromatella
- Symmoca alacris
- Symmoca albicanella
- Symmoca albidella
- Symmoca alhambrella
- Symmoca altitudinis
- Symmoca atricanella
- Symmoca attalica
- Symmoca calidella
- Symmoca caliginella
- Symmoca christenseni
- Symmoca cinerariella
- Symmoca confluella
- Symmoca contristella
- Symmoca costimacula
- Symmoca costobscurella
- Symmoca crocodesma
- Symmoca desertella
- Symmoca deserticolella
- Symmoca designatella
- Symmoca dodecatella
- Symmoca egregiella
- Symmoca exiguella
- Symmoca flavella
- Symmoca fuscella
- Symmoca griseosericeella
- Symmoca helleri
- Symmoca hispanella
- Symmoca homalodoxa
- Symmoca husadeli
- Symmoca indistinctella
- Symmoca italica
- Symmoca klimeschiella
- Symmoca latiusculella
- Symmoca libanicolella
- Symmoca longipalpella
- Symmoca maschalista
- Symmoca melitensis
- Symmoca minimella
- Symmoca minutella
- Symmoca mobilella
- Symmoca muricella
- Symmoca nigrella
- Symmoca nigromaculella
- Symmoca obsoletella
- Symmoca oenophila
- Symmoca orphnella
- Symmoca pelospora
- Symmoca perobscurata
- Symmoca petrogenes
- Symmoca pleostigmella
- Symmoca ponerias
- Symmoca profanella
- Symmoca pylospora
- Symmoca quinquepunctella
- Symmoca rifellus
- Symmoca rosmarinella
- Symmoca saharae
- Symmoca salem
- Symmoca sattleri
- Symmoca scriptella
- Symmoca senora
- Symmoca sezam
- Symmoca signatella
- Symmoca signella
- Symmoca solanella
- Symmoca sorrisa
- Symmoca stigmaphora
- Symmoca stoechadella
- Symmoca striolatella
- Symmoca sulamit
- Symmoca sultan
- Symmoca tofosella
- Symmoca torrida
- Symmoca trinacriella
- Symmoca tristella
- Symmoca umbrinella
- Symmoca vetusta
- Symmoca vitiosella